# Bob Rosburg
Robert Reginald "Bob" eller "Rossie" Rosburg, född 21 oktober 1926 i San Francisco, Kalifornien, död 14 maj 2009 i Palm Springs, Kalifornien, var en amerikansk golfspelare och sportkommentator.
Rosburg blev professionell golfspelare 1953 och samma år kom han med på den amerikanska PGA-touren. 1958 vann han Vardon Trophy för den lägsta genomsnittsscoren på touren. 1959 vann han majortävlingen PGA Championship på Minneapolis Golf Club i St. Louis Park i Minnesota. Han gick de fyra rundorna på 277 slag och vann med ett slag före Jerry Barber och Doug Sanders. Utöver sin majorseger vann han ytterligare sex PGA-tävlingar. Han deltog i det amerikanska Ryder Cup-laget 1959.
Från och med 1975 arbetade Rosburg som expertkommentator vid golfsändningar på ABC Sports. Hans stora intresse var hästkapplöpningar och han ägde själv flera tävlingshästar.
| Majorsegrare genom tiderna                                                                                     |             |             |           |                  |
| 200 olika spelare har vunnit i herrarnas majortävlingar. Bob Rosburg var den 105:e spelaren som vann en major. |             |             |           |                  |
| 1:a | 104:e       | 105:e       | 106:e     | 200:e            |
| Willie Park Sr                                                                                                 | Gary Player | Bob Rosburg | Kel Nagle | Louis Oosthuizen |
| Lista över golfens majorsegrare                                                                                |             |             |           |                  |